# Donald Ford
Donald Campbell Clark Ford (né le 25 octobre 1944 à Linlithgow en Écosse) est un footballeur international écossais qui évoluait au poste d'attaquant.
Il était également joueur de cricket.

## Biographie

### Carrière dans le football

#### Carrière en club
Donald Ford joue 254 matchs et inscrit 95 buts en première division écossaise avec le club d'Heart of Midlothian. Il réalise sa meilleure performance lors de la saison 1973-1974, où il inscrit 18 buts en championnat.
Il joue également deux matchs en Coupe des villes de foires avec cette équipe, lors de la saison 1965-1966.
Il atteint à deux reprises la finale de la Coupe d'Écosse avec Heart of Midlothian et se classe deuxième du championnat en 1965.

#### Carrière en équipe nationale
Il joue trois matchs en équipe d'Écosse entre 1973 et 1974, sans inscrire de but. 
Il joue son premier match en équipe nationale le 17 octobre 1973, contre la Tchécoslovaquie, dans le cadre des éliminatoires du mondial 1974. Il reçoit sa deuxième sélection le 27 mars 1974, en amical contre l'Allemagne. Il joue son dernier match le 14 mai 1974, contre le Pays de Galles, à l'occasion du British Home Championship.
Il figure dans le groupe des sélectionnés lors de la Coupe du monde de 1974. Lors du mondial organisé en Allemagne, il ne joue aucun match.

## Palmarès
Heart of Midlothian
- Championnat d'Écosse :
  - Vice-champion : 1964-65.

- Coupe d'Écosse :
  - Finaliste : 1967-68 et 1975-76.